# Miyanomori-backen

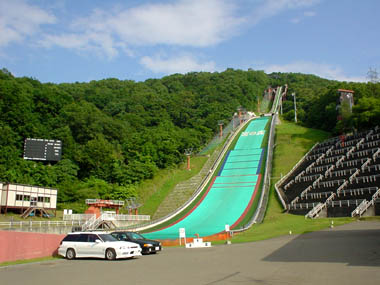
Miyanomori-backen

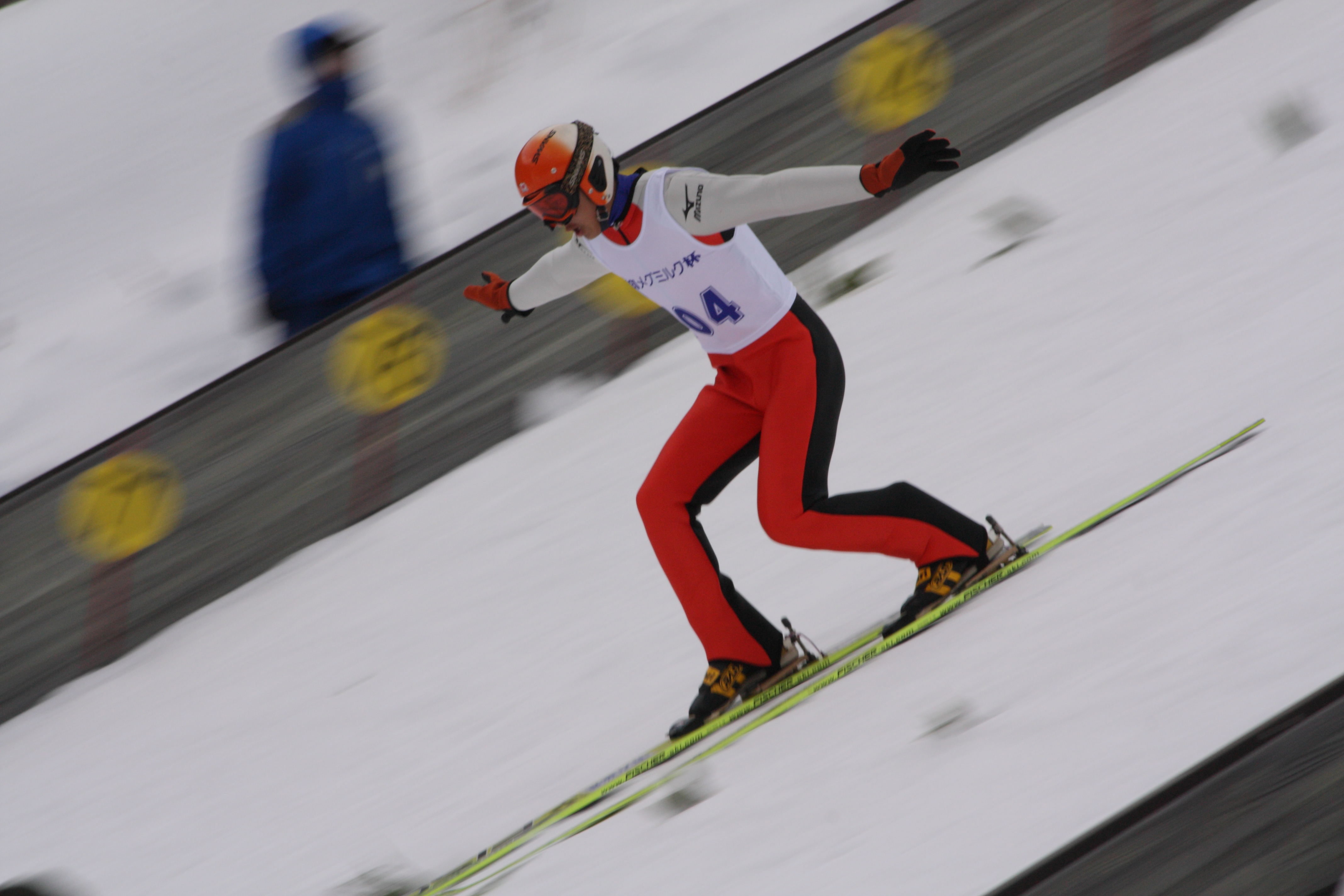
Tävling i Miyanomori-backen 7 januari 2012

Miyanomori-backen (jap. 宮の森ジャンプ競技場, Miyanomori-jampu-kyōgijō) är en hoppbacke i Sapporo på ön Hokkaidō i Japan. Backen ligger i området Miyanomori i stadsdelen Chūō-ku vid berget Okura. Miyanomori-backen har K-punkt 90 meter och backstorlek (Hill Size) 100 meter. Backen användes bland annat under olympiska vinterspelen 1972, Universiaden 1991 och Skid-VM 2007. Backhoppstävlingarna i normalbacken arrangerades i Miyanomori-backen. Tävlingarna i stora backen arrangerades i Ōkurayama-backen som ligger ungefär 1 km längre norrut.

## Historia
De första skidåkningskurserna i Sapporo erbjöds år 1909 av tyske universitetsläraren Hans Koller. 1917 byggdes den första "naturhoppbacken" i området Mikadoyama. Året efter byggdes en permanent hoppbacke (K20) i trä. En K50-backe byggdes nära intill 1922. Sapporo tilldelades olympiska spelen 1972. I stället för att bygga om backen (Snowbrand ski jump) vid sidan om stora Ōkurayama-backen, byggdes en ny hoppbacke i Miyanomori. Den kände tyske arkitekten Heini Klopfer konstruerade backen. Byggningsarbetet startade oktober 1968 och backen stod färdig januari 1972. K-punkt den gången var 86 meter. Backen byggdes om 1983 till K90. Nya moderniseringar utfördes 1990. Då Sapporo tilldelades Skid-VM 2007 moderniserades backen ytterligare. Miyanomori-backen användes i världscupen från 1982 till 1997. Senare har deltävlingar i kontinentalcupen och FIS-cupen arrangerats i backen.

## Backrekord
Officiellt backrekord tillhör Adam Małysz från Polen som hoppade 102,0 meter under Skid-VM 3 mars 2007. Hemmahopparen Taku Takeuchi har backrekordet på plast. Han hoppade 103,5 meter 20 augusti 2011. Backrekordet på snö för kvinnor tillhör Ulrike Grässler från Tyskland som hoppade 99,5 meter i kontinentalcupen (Ladies-COC) 7 mars 2009.

## Viktiga tävlingar
| Datum            | Vinnare                       | Andra plats                                                 | Tredje plats                                     | Tävling                                          |
| ---------------- | ----------------------------- | ----------------------------------------------------------- | ------------------------------------------------ | ------------------------------------------------ |
| 6 februari 1972  | Yukio Kasaya, Japan           | Akitsugu Konno, Japan                                       | Seiji Aochi, Japan                               | Olympiska spelen 1972, normalbacke               |
| 15 januari 1982  | Horst Bulau, Kanada           | Per Bergerud, Norge                                         | Masahiro Akimoto, Japan                          | Världscup                                        |
| 21 januari 1984  | Masahiro Akimoto, Japan       | Veli-Matti Ahonen, Finland                                  | Manfred Steiner, Österrike                       | Världscup                                        |
| 9 februari 1985  | Matti Nykänen, Finland        | Ladislav Dluhoš, Tjeckoslovakien                            | Per Bergerud, Norge                              | Världscup                                        |
| 25 januari 1986  | Matti Nykänen, Finland        | Ladislav Dluhoš, Tjeckoslovakien                            | Tjeckoslovakien Pavel Ploc, Tjeckoslovakien      | Världscup                                        |
| 24 januari 1987  | Akira Satō, Japan             | Miran Tepeš, Jugoslavien                                    | Hiroo Shima, Japan                               | Världscup                                        |
| 19 december 1987 | Matti Nykänen, Finland        | Werner Schuster, Österrike Martin Švagerko, Tjeckoslovakien |                                                  | Världscup                                        |
| 17 december 1988 | Matti Nykänen, Finland        | Dieter Thoma, Västtyskland                                  | Clas Brede Bråthen, Norge                        | Världscup                                        |
| 16 december 1989 | Ernst Vettori, Österrike      | Österrike Andreas Felder, Österrike                         | Pavel Ploc, Tjeckoslovakien                      | Världscup                                        |
| 15 december 1990 | André Kiesewetter, Tyskland   | Dieter Thoma, Tyskland                                      | Josef Heumann, Tyskland                          | Världscup                                        |
| 14 december 1991 | Werner Rathmayr, Österrike    | Staffan Tällberg, Sverige                                   | František Jež, Tjeckoslovakien                   | Världscup                                        |
| 19 december 1992 | Martin Höllwarth, Österrike   | Werner Rathmayr, Österrike                                  | Steve Delaup, Frankrike                          | Världscup                                        |
| 22 januari 1994  | Jens Weissflog, Tyskland      | Andreas Goldberger, Österrike                               | Jiří Parma, Tjeckien                             | Världscup                                        |
| 21 januari 1995  | Andreas Goldberger, Österrike | Janne Ahonen, Finland                                       | Ari-Pekka Nikkola, Finland Takanobu Okabe, Japan | Världscup                                        |
| 20 januari 1996  | Jens Weissflog, Tyskland      | Eirik Halvorsen, Norge                                      | Reinhard Schwarzenberger, Österrike              | Världscup                                        |
| 18 januari 1997  | Adam Małysz, Polen            | Mika Laitinen, Finland Sturle Holseter, Norge               |                                                  | Verdenscup                                       |
| 3 mars 2007      | Adam Małysz, Polen            | Simon Ammann, Schweiz                                       | Thomas Morgenstern, Österrike                    | Skid-VM 2007, normalbacke                        |
| 9 mars 2007      | Anette Sagen, Norge           | Lindsey Van, USA                                            | Ulrike Grässler, Tyskland                        | Kontinentalcup, kvinnor                          |
| 10 mars 2007     | Lindsey Van, USA              | Anette Sagen, Norge                                         | Yūki Itō, Japan                                  | Kontinentalcup, kvinnor                          |
| 29 februari 2008 | Inställd                      | Inställd                                                    | Inställd                                         | Kontinentalcup, kvinnor                          |
| 1 mars 2008      | Inställd                      | Inställd                                                    | Inställd                                         | Kontinentalcup, kvinnor                          |
| 7 mars 2009      | Jenna Mohr, Tyskland          | Ulrike Grässler, Tyskland                                   | Daniela Iraschko, Österrike                      | Kontinentalcup, kvinnor (uppskjuten från 6 mars) |
| 7 mars 2009      | Anette Sagen, Norge           | Ulrike Grässler, Tyskland                                   | Daniela Iraschko, Österrike                      | Kontinentalcup, kvinnor                          |